# Elezioni comunali in Toscana del 2006
Le elezioni comunali in Toscana del 2006 si tennero il 28 e 29 maggio, con ballottaggio l'11 e 12 giugno.

## Arezzo

### Arezzo
| Candidati                                    | Candidati                   | Voti                        | %     | Liste                                 | Voti   | %     | Seggi |
| -------------------------------------------- | --------------------------- | --------------------------- | ----- | ------------------------------------- | ------ | ----- | ----- |
|                                              | Giuseppe Fanfani ✔️ Sindaco | 33.291                      | 59,21 | Democratici di Sinistra               | 13.274 | 26,53 | 12    |
| La Margherita                                | Giuseppe Fanfani ✔️ Sindaco | 33.291                      | 59,21 | 6.830                                 | 13,65  | 6     |       |
| Partito della Rifondazione Comunista         | Giuseppe Fanfani ✔️ Sindaco | 33.291                      | 59,21 | 3.989                                 | 7,97   | 3     |       |
| Città Aperta                                 | Giuseppe Fanfani ✔️ Sindaco | 33.291                      | 59,21 | 1.518                                 | 3,03   | 1     |       |
| Rosa nel Pugno                               | Giuseppe Fanfani ✔️ Sindaco | 33.291                      | 59,21 | 1.513                                 | 3,02   | 1     |       |
| Federazione dei Verdi                        | Giuseppe Fanfani ✔️ Sindaco | 33.291                      | 59,21 | 1.286                                 | 2,57   | 1     |       |
| Partito dei Comunisti Italiani               | Giuseppe Fanfani ✔️ Sindaco | 33.291                      | 59,21 | 1.019                                 | 2,04   | -     |       |
| Italia dei Valori                            | Giuseppe Fanfani ✔️ Sindaco | 33.291                      | 59,21 | 391                                   | 0,78   | -     |       |
|                                              | Rossella Angiolini          | 22.386                      | 39,81 | Forza Italia                          | 10.561 | 21,10 | 8     |
| Alleanza Nazionale                           | Rossella Angiolini          | 22.386                      | 39,81 | 6.283                                 | 12,56  | 5     |       |
| Unione dei Democratici Cristiani e di Centro | Rossella Angiolini          | 22.386                      | 39,81 | 2.468                                 | 4,93   | 2     |       |
| Lega Nord                                    | Rossella Angiolini          | 22.386                      | 39,81 | 483                                   | 0,97   | -     |       |
| Seggio al candidato sindaco                  | Seggio al candidato sindaco | Seggio al candidato sindaco | 39,81 | 1                                     |        |       |       |
|                                              | Giancarlo Giusti            | 319                         | 0,57  | Democrazia Cristiana per le Autonomie | 261    | 0,52  | -     |
|                                              | Giuliano Becucci            | 232                         | 0,41  | Movimento Autonomista Toscano         | 166    | 0,33  | -     |
| Totale                                       | Totale                      | 56.228                      |       |                                       | 50.042 |       | 40    |

### Montevarchi
| Candidati                                | Candidati                   | Voti                        | %     | Liste              | Voti   | %     | Seggi |
| ---------------------------------------- | --------------------------- | --------------------------- | ----- | ------------------ | ------ | ----- | ----- |
|                                          | Giorgio Valentini           | 7.754                       | 61,35 | L'Ulivo            | 4.581  | 40,63 | 9     |
| Democratici e Socialisti per Montevarchi | Giorgio Valentini           | 7.754                       | 61,35 | 1.001              | 8,88   | 2     |       |
| Comunisti Italiani                       | Giorgio Valentini           | 7.754                       | 61,35 | 1.000              | 8,87   | 2     |       |
| Partito della Rifondazione Comunista     | Giorgio Valentini           | 7.754                       | 61,35 | 536                | 4,75   | 1     |       |
| Italia dei Valori-Federazione dei Verdi  | Giorgio Valentini           | 7.754                       | 61,35 | 175                | 1,55   | -     |       |
|                                          | Cristina Bucciarelli        | 3.046                       | 24,10 | Forza Italia       | 1.479  | 13,12 | 2     |
| Alleanza Nazionale                       | Cristina Bucciarelli        | 3.046                       | 24,10 | 1.088              | 9,65   | 1     |       |
| Seggio al candidato sindaco              | Seggio al candidato sindaco | Seggio al candidato sindaco | 24,10 | 1                  |        |       |       |
|                                          | Felice Torzini              | 1.838                       | 14,54 | Lista Indipendente | 1.416  | 12,56 | 2     |
| Totale                                   | Totale                      | 12.638                      | 100   |                    | 11.276 | 100   | 20    |

### Sansepolcro
| Candidati                               | Candidati                   | Voti                        | %     | Liste                                | Voti  | %     | Seggi |
| --------------------------------------- | --------------------------- | --------------------------- | ----- | ------------------------------------ | ----- | ----- | ----- |
|                                         | Franco Polcri               | 4.635                       | 46,00 | Casa delle Libertà                   | 2.701 | 29,86 | 9     |
| Viva Sansepolcro                        | Franco Polcri               | 4.635                       | 46,00 | 973                                  | 10,75 | 3     |       |
| Ambiente e Cultura per il Borgo         | Franco Polcri               | 4.635                       | 46,00 | 152                                  | 1,68  | -     |       |
|                                         | Bruno Graziotti             | 4.155                       | 41,23 | L'Ulivo                              | 4.165 | 46,04 | 7     |
|                                         | Guido Guerrini              | 1.287                       | 12,77 | Partito della Rifondazione Comunista | 712   | 7,87  | -     |
| Comunisti Italiani                      | Guido Guerrini              | 1.287                       | 12,77 | 177                                  | 1,96  | -     |       |
| Italia dei Valori-Federazione dei Verdi | Guido Guerrini              | 1.287                       | 12,77 | 167                                  | 1,85  | -     |       |
| Seggio al candidato sindaco             | Seggio al candidato sindaco | Seggio al candidato sindaco | 12,77 | 1                                    |       |       |       |
| Totale                                  | Totale                      | 10.077                      | 100   |                                      | 9.047 | 100   | 20    |

## Firenze

### Figline Valdarno
| Candidati                            | Candidati                   | Voti                        | %     | Liste                 | Voti  | %     | Seggi |
| ------------------------------------ | --------------------------- | --------------------------- | ----- | --------------------- | ----- | ----- | ----- |
|                                      | Riccardo Nocentini          | 5.939                       | 64,70 | L'Ulivo               | 4.439 | 50,87 | 13    |
| Partito della Rifondazione Comunista | Riccardo Nocentini          | 5.939                       | 64,70 | 549                   | 6,29  | 1     |       |
| Comunisti Italiani                   | Riccardo Nocentini          | 5.939                       | 64,70 | 318                   | 3,64  | -     |       |
| Federazione dei Verdi                | Riccardo Nocentini          | 5.939                       | 64,70 | 312                   | 3,58  | -     |       |
| Italia dei Valori                    | Riccardo Nocentini          | 5.939                       | 64,70 | 80                    | 0,92  | -     |       |
|                                      | Alessandro Papini           | 1.563                       | 17,03 | Forza Italia          | 1.013 | 11,61 | 2     |
| Unione di Centro                     | Alessandro Papini           | 1.563                       | 17,03 | 492                   | 5,64  | -     |       |
| Seggio al candidato sindaco          | Seggio al candidato sindaco | Seggio al candidato sindaco | 17,03 | 1                     |       |       |       |
|                                      | Clara Mugnai                | 1.202                       | 13,10 | Salvare il Serristori | 1.093 | 12,52 | 2     |
|                                      | Ivo Gonfiantini             | 475                         | 5,17  | Alleanza Nazionale    | 431   | 4,94  | 1     |
| Totale                               | Totale                      | 9.179                       | 100   |                       | 8.727 | 100   | 20    |

## Grosseto

### Grosseto
| Candidati                                    | Candidati                   | Voti                        | %     | Liste                          | Voti   | %     | Seggi |
| -------------------------------------------- | --------------------------- | --------------------------- | ----- | ------------------------------ | ------ | ----- | ----- |
|                                              | Emilio Bonifazi ✔️ Sindaco  | 24.452                      | 51,82 | Democratici di Sinistra        | 11.770 | 27,32 | 14    |
| La Margherita                                | Emilio Bonifazi ✔️ Sindaco  | 24.452                      | 51,82 | 4.618                          | 10,72  | 5     |       |
| Partito della Rifondazione Comunista         | Emilio Bonifazi ✔️ Sindaco  | 24.452                      | 51,82 | 2.245                          | 5,21   | 2     |       |
| Laici Socialisti e Repubblicani              | Emilio Bonifazi ✔️ Sindaco  | 24.452                      | 51,82 | 1.994                          | 4,63   | 2     |       |
| Partito dei Comunisti Italiani               | Emilio Bonifazi ✔️ Sindaco  | 24.452                      | 51,82 | 1.093                          | 2,54   | 1     |       |
| Italia dei Valori - Verdi                    | Emilio Bonifazi ✔️ Sindaco  | 24.452                      | 51,82 | 595                            | 1,38   | -     |       |
|                                              | Gabriele Bellettini         | 17.571                      | 37,24 | Forza Italia                   | 6.403  | 14,86 | 6     |
| Alleanza Nazionale                           | Gabriele Bellettini         | 17.571                      | 37,24 | 6.198                          | 14,38  | 5     |       |
| Unione dei Democratici Cristiani e di Centro | Gabriele Bellettini         | 17.571                      | 37,24 | 3.466                          | 8,04   | 3     |       |
| Centro Democratico                           | Gabriele Bellettini         | 17.571                      | 37,24 | 114                            | 0,26   | -     |       |
| Seggio al candidato sindaco                  | Seggio al candidato sindaco | Seggio al candidato sindaco | 37,24 | 1                              |        |       |       |
|                                              | Luigi Colomba               | 2.111                       | 4,47  | Buongoverno - Socialdemocrazia | 1.824  | 4,23  | -     |
| Movimento Autonomista Toscano                | Luigi Colomba               | 2.111                       | 4,47  | 114                            | 0,26   | -     |       |
| Seggio al candidato sindaco                  | Seggio al candidato sindaco | Seggio al candidato sindaco | 4,47  | 1                              |        |       |       |
|                                              | Fulvia Perillo              | 1.496                       | 3,17  | Forum Moderati                 | 1.282  | 2,98  | -     |
|                                              | Paolo Lecci                 | 1.224                       | 2,59  | Nuovo PSI                      | 1.094  | 2,54  | -     |
|                                              | Stefano Carotta             | 181                         | 0,38  | Liste Civiche Federate         | 155    | 0,36  | -     |
|                                              | Moreno Menconi              | 152                         | 0,32  | Lega Nord                      | 124    | 0,29  | -     |
| Totale                                       | Totale                      | 47.187                      |       |                                | 43.089 |       | 40    |

## Pisa

### Cascina
| Candidati                   | Candidati                   | Voti                        | %     | Liste                   | Voti   | %     | Seggi |
| --------------------------- | --------------------------- | --------------------------- | ----- | ----------------------- | ------ | ----- | ----- |
|                             | Moreno Franceschini         | 14.421                      | 69,85 | Democratici di Sinistra | 7.122  | 36,58 | 13    |
| La Margherita               | Moreno Franceschini         | 14.421                      | 69,85 | 2.141                   | 11,00  | 3     |       |
| Rifondazione Comunista      | Moreno Franceschini         | 14.421                      | 69,85 | 1.964                   | 10,09  | 3     |       |
| Comunisti Italiani          | Moreno Franceschini         | 14.421                      | 69,85 | 1.496                   | 7,68   | 2     |       |
| Rosa nel Pugno              | Moreno Franceschini         | 14.421                      | 69,85 | 734                     | 3,77   | 1     |       |
| Italia dei Valori           | Moreno Franceschini         | 14.421                      | 69,85 | 269                     | 1,38   | -     |       |
|                             | Enrico Felloni              | 2.575                       | 12,47 | Forza Italia            | 2.533  | 13,01 | 5     |
|                             | Loris Grassulini            | 1.666                       | 8,07  | Alleanza Nazionale      | 1.549  | 7,96  | 2     |
|                             | Alberto Rocchi              | 1.450                       | 7,02  | Unione di Centro        | 817    | 4,20  | 1     |
| Patto per Cascina           | Alberto Rocchi              | 1.450                       | 7,02  | 396                     | 2,03   | -     |       |
| Seggio al candidato sindaco | Seggio al candidato sindaco | Seggio al candidato sindaco | 7,02  | 1                       |        |       |       |
|                             | Luca Odetti                 | 534                         | 2,59  | Federazione dei Verdi   | 449    | 2,31  | -     |
| Totale                      | Totale                      | 20.646                      | 100   |                         | 19.470 | 100   | 30    |

## Siena

### Siena
| Candidati                                    | Candidati                   | Voti                        | %     | Liste                         | Voti   | %     | Seggi |
| -------------------------------------------- | --------------------------- | --------------------------- | ----- | ----------------------------- | ------ | ----- | ----- |
|                                              | Maurizio Cenni ✔️ Sindaco   | 19.089                      | 54,88 | Democratici di Sinistra       | 9.589  | 29,67 | 14    |
| La Margherita                                | Maurizio Cenni ✔️ Sindaco   | 19.089                      | 54,88 | 4.109                         | 12,71  | 6     |       |
| Riformisti                                   | Maurizio Cenni ✔️ Sindaco   | 19.089                      | 54,88 | 3.074                         | 9,51   | 4     |       |
| Partito della Rifondazione Comunista         | Maurizio Cenni ✔️ Sindaco   | 19.089                      | 54,88 | 1.951                         | 6,04   | 2     |       |
| Federazione dei Verdi                        | Maurizio Cenni ✔️ Sindaco   | 19.089                      | 54,88 | 577                           | 1,79   | -     |       |
| Partito dei Comunisti Italiani               | Maurizio Cenni ✔️ Sindaco   | 19.089                      | 54,88 | 377                           | 1,17   | -     |       |
| Italia dei Valori                            | Maurizio Cenni ✔️ Sindaco   | 19.089                      | 54,88 | 159                           | 0,49   | -     |       |
| Popolari UDEUR                               | Maurizio Cenni ✔️ Sindaco   | 19.089                      | 54,88 | 156                           | 0,48   | -     |       |
|                                              | Pierluigi Piccini           | 10.792                      | 31,03 | La Mongolfiera                | 5.095  | 15,76 | 6     |
| Libera Siena                                 | Pierluigi Piccini           | 10.792                      | 31,03 | 1.102                         | 3,41   | 1     |       |
| Impegno per Siena                            | Pierluigi Piccini           | 10.792                      | 31,03 | 851                           | 2,63   | 1     |       |
| Unità Progressista                           | Pierluigi Piccini           | 10.792                      | 31,03 | 636                           | 1,97   | -     |       |
| Seggio al candidato sindaco                  | Seggio al candidato sindaco | Seggio al candidato sindaco | 31,03 | 1                             |        |       |       |
|                                              | Alessandro Manganelli       | 4.440                       | 12,77 | Forza Italia                  | 1.917  | 5,93  | 2     |
| Alleanza Nazionale                           | Alessandro Manganelli       | 4.440                       | 12,77 | 1.674                         | 5,18   | 2     |       |
| Unione dei Democratici Cristiani e di Centro | Alessandro Manganelli       | 4.440                       | 12,77 | 634                           | 1,96   | -     |       |
| Seggio al candidato sindaco                  | Seggio al candidato sindaco | Seggio al candidato sindaco | 12,77 | 1                             |        |       |       |
|                                              | Luciano Bichi               | 235                         | 0,68  | Movimento Autonomista Toscano | 203    | 0,63  | -     |
|                                              | Francesco Giusti            | 225                         | 0,65  | Lega Nord                     | 218    | 0,67  | -     |
| Totale                                       | Totale                      | 34.781                      |       |                               | 32.322 |       | 40    |